# Нака-Сацунай

42°55′25″ пн. ш. 143°11′48″ сх. д. / 42.92361° пн. ш. 143.19667° сх. д.
На́ка-Сацуна́й (яп. 中札内村, なかさつないむら, МФА: [naka sat͡sunai̯ muɾa]) — село в Японії, в повіті Касай округу Токаті префектури Хоккайдо. Станом на 1 жовтня 2008 року площа села становила 292,69 км². Станом на 31 березня 2017 населення села становило 3966 осіб.